# Marcus Edwards
 (juillet 2017).
Si vous disposez d'ouvrages ou d'articles de référence ou si vous connaissez des sites web de qualité traitant du thème abordé ici, merci de compléter l'article en donnant les références utiles à sa vérifiabilité et en les liant à la section « Notes et références ».
Marcus Edwards, né le 3 décembre 1998 à Camden, est un footballeur anglais qui évolue au poste d'ailier ou de milieu offensif au Burnley FC.

## Biographie

### En club

#### Début à Tottenham
Le 21 septembre 2016, il fait ses débuts pour Tottenham Hotspur, lors d'un match de Coupe de la Ligue contre Gillingham.

#### Vitória de Guimarães
Le 2 septembre 2019, le club portugais du Vitória de Guimarães annonce l'arrivée du joueur pour une durée de quatre ans. 
Le 24 octobre 2019, Edwards marque son premier but lors des phases de groupes de la Ligue Europa face à Arsenal, le rival de son ancien club.

#### Sporting Lisbonne
Le 26 octobre 2022, il marque contre son Club formateur, Tottenham, en Ligue des champions.

### En sélection
Avec les moins de 17 ans, il participe au championnat d'Europe des moins de 17 ans en 2015. Lors de cette compétition, il joue cinq matchs. Il inscrit un but contre l'Italie puis contre l'Irlande.
Il dispute dans la foulée la Coupe du monde des moins de 17 ans organisée au Chili. Lors de cette compétition, il joue trois matchs : contre la Guinée, le Brésil, et la Corée du Sud.
Il dispute ensuite avec les moins de 19 ans le championnat d'Europe des moins de 19 ans en 2017. Lors de cette compétition, il joue quatre matchs. Il délivre une passe décisive contre la Tchéquie en demi-finale. L'Angleterre remporte le tournoi en battant le Portugal en finale.

## Statistiques
| Saison                | Club                       | Championnat           | Championnat | Championnat | Championnat | Coupe nationale | Coupe nationale | Coupe nationale | Coupe de la Ligue | Coupe de la Ligue | Coupe de la Ligue | Supercoupe | Supercoupe | Supercoupe | Compétition(s) continentale(s) | Compétition(s) continentale(s) | Compétition(s) continentale(s) | Compétition(s) continentale(s) | Play-offs | Play-offs | Play-offs | Total | Total | Total |
| Saison                | Club                       | Division              | M.          | B.          | P.d.        | M.              | B.              | P.d.            | M.                | B.                | P.d.              | M.         | B.         | P.d.       | Comp.                          | M.                             | B.                             | P.d.                           | M.        | B.        | P.d.      | M.    | B.    | P.d.  |
| 2016-2017             | Tottenham Hotspur          | Premier League        | -           | -           | -           | -               | -               | -               | 1                 | 0                 | 0                 | -          | -          | -          | -                              | -                              | -                              | -                              | -         | -         | -         | 1     | 0     | 0     |
| 2017-2018             | Norwich City FC (prêt)     | Championship          | 1           | 0           | 0           | -               | -               | -               | -                 | -                 | -                 | -          | -          | -          | -                              | -                              | -                              | -                              | -         | -         | -         | 1     | 0     | 0     |
| 2018-2019             | Excelsior Rotterdam (prêt) | Eredivisie            | 25          | 2           | 4           | 1               | 0               | 0               | -                 | -                 | -                 | -          | -          | -          | -                              | -                              | -                              | -                              | 2         | 0         | 0         | 28    | 2     | 4     |
| 2019-2020             | Vitória de Guimarães       | Liga NOS              | 26          | 7           | 5           | 1               | 0               | 0               | 4                 | 0                 | 0                 | -          | -          | -          | C3                             | 5                              | 2                              | 0                              | -         | -         | -         | 36    | 9     | 5     |
| 2020-2021             | Vitória de Guimarães       | Liga NOS              | 33          | 3           | 3           | 2               | 0               | 0               | 1                 | 0                 | 0                 | -          | -          | -          | -                              | -                              | -                              | -                              | -         | -         | -         | 36    | 3     | 3     |
| 2021-2022             | Vitória de Guimarães       | Liga NOS              | 18          | 7           | 3           | 2               | 1               | 0               | 4                 | 0                 | 1                 | -          | -          | -          | -                              | -                              | -                              | -                              | -         | -         | -         | 24    | 8     | 4     |
| Sous-total            | Sous-total                 | Sous-total            | 77          | 17          | 11          | 5               | 1               | 0               | 9                 | 0                 | 1                 | -          | -          | -          | -                              | 5                              | 2                              | 0                              | -         | -         | -         | 96    | 20    | 12    |
| 2021-2022             | Sporting CP                | Liga NOS              | 12          | 3           | 3           | 2               | 0               | 0               | -                 | -                 | -                 | -          | -          | -          | C1                             | 1                              | 0                              | 0                              | -         | -         | -         | 15    | 3     | 3     |
| 2022-2023             | Sporting CP                | Liga NOS              | 33          | 7           | 9           | 1               | 0               | 0               | 5                 | 2                 | 2                 | -          | -          | -          | C1+C3                          | 6+6                            | 2+1                            | 2+1                            | -         | -         | -         | 51    | 12    | 14    |
| 2023-2024             | Sporting CP                | Liga NOS              | 26          | 4           | 4           | 5               | 1               | 0               | 3                 | 0                 | 0                 | -          | -          | -          | C3                             | 10                             | 1                              | 2                              | -         | -         | -         | 44    | 6     | 6     |
| 2024-2025             | Sporting CP                | Liga NOS              | 6           | 1           | 0           | 1               | 2               | 0               | 1                 | 0                 | 0                 | 1          | 0          | 0          | C1                             | 1                              | 0                              | 1                              | -         | -         | -         | 10    | 3     | 1     |
| Sous-total            | Sous-total                 | Sous-total            | 77          | 15          | 16          | 9               | 3               | 0               | 9                 | 2                 | 2                 | 1          | 0          | 0          | -                              | 24                             | 4                              | 6                              | -         | -         | -         | 120   | 24    | 24    |
| 2024-2025             | Burnley FC (prêt)          | Championship          | 14          | 1           | 1           | 2               | 1               | 0               | -                 | -                 | -                 | -          | -          | -          | -                              | -                              | -                              | -                              | -         | -         | -         | 16    | 2     | 1     |
| 2025-2026             | Burnley FC                 | Premier League        | 1           | 0           | 0           | -               | -               | -               | -                 | -                 | -                 | -          | -          | -          | -                              | -                              | -                              | -                              | -         | -         | -         | 1     | 0     | 0     |
| Sous-total            | Sous-total                 | Sous-total            | 15          | 1           | 1           | 2               | 1               | 0               | -                 | -                 | -                 | -          | -          | -          | -                              | -                              | -                              | -                              | -         | -         | -         | 17    | 2     | 1     |
| Total sur la carrière | Total sur la carrière      | Total sur la carrière | 195         | 35          | 32          | 17              | 4               | 0               | 19                | 2                 | 3                 | 1          | 0          | 0          | -                              | 29                             | 6                              | 6                              | 2         | 0         | 0         | 263   | 47    | 41    |

## Palmarès
- Champion du Championnat du Portugal de football en 2024.
- Vainqueur du championnat d'Europe des moins de 19 ans en 2017 avec l'équipe d'Angleterre des moins de 19 ans